# Cabécar
Cabécar (Kabekar, Chirripó), indijanski narod iz skupine Talamanca u Kostariki čiji se jezik klasificira velikoj porodici čibča, a ima nemkoliko dijalekata: chirripó, telire, estrella, ujarrás i tucurric kojima govori oko 8.840 ljudi (2000) na području Turrialbe, a etnički im broj iznosi 9.308 (2000).
Cabecari su najveća domorodačka skupina u Kostariki. važnu ulogu u tradiciionalnom živoru ima šamanizam. Vrhovno biće je Sibú. današnji su i rezervati rezervati; Nairí-Awari, Chirripó, Alto de Chirripó, Tayni, Telire, Talamanca, Cabécar i Ujarrás.